# Thaddäus Rabusky
Thadæus Antonius Rabuski (getauft 6. April 1776 in Neustadt an der Waldnaab; † 15. Juni 1862 ebenda) war ein Oberpfälzer Kirchenmaler, Schnitzer und Restaurator.

## Leben
Als erstes Kind des Laurentius Rabuski und seiner Ehefrau Katharina, geb. Fröhlich, in Neustadt a. d. Waldnaab geboren. Im Jahre 1830 heiratete er Barbara Vogenauer (geb. 5. Dezember 1795) und zog zunächst in das Haus seiner Schwiegereltern in die Untere Vorstadt 5 (in suburbio inferiore). Dieses Anwesen befand sich bis 1849 in seinem Besitz. Das genaue Datum ihres Umzugs in ihr neues Domizil am Stadtplatz Nr. 27 ist nicht näher bekannt.
Die Ehe blieb kinderlos. Seine Frau diente ihm auch als Modell; so ist sie als Magdalena unter dem Kreuz auf dem Bild der 12. Kreuzwegstation (Pfarrkirche St. Georg, Neustadt) und als eine der weinenden Frauen von Jerusalem auf der 7. Kreuzwegstation zu sehen.

## Werke

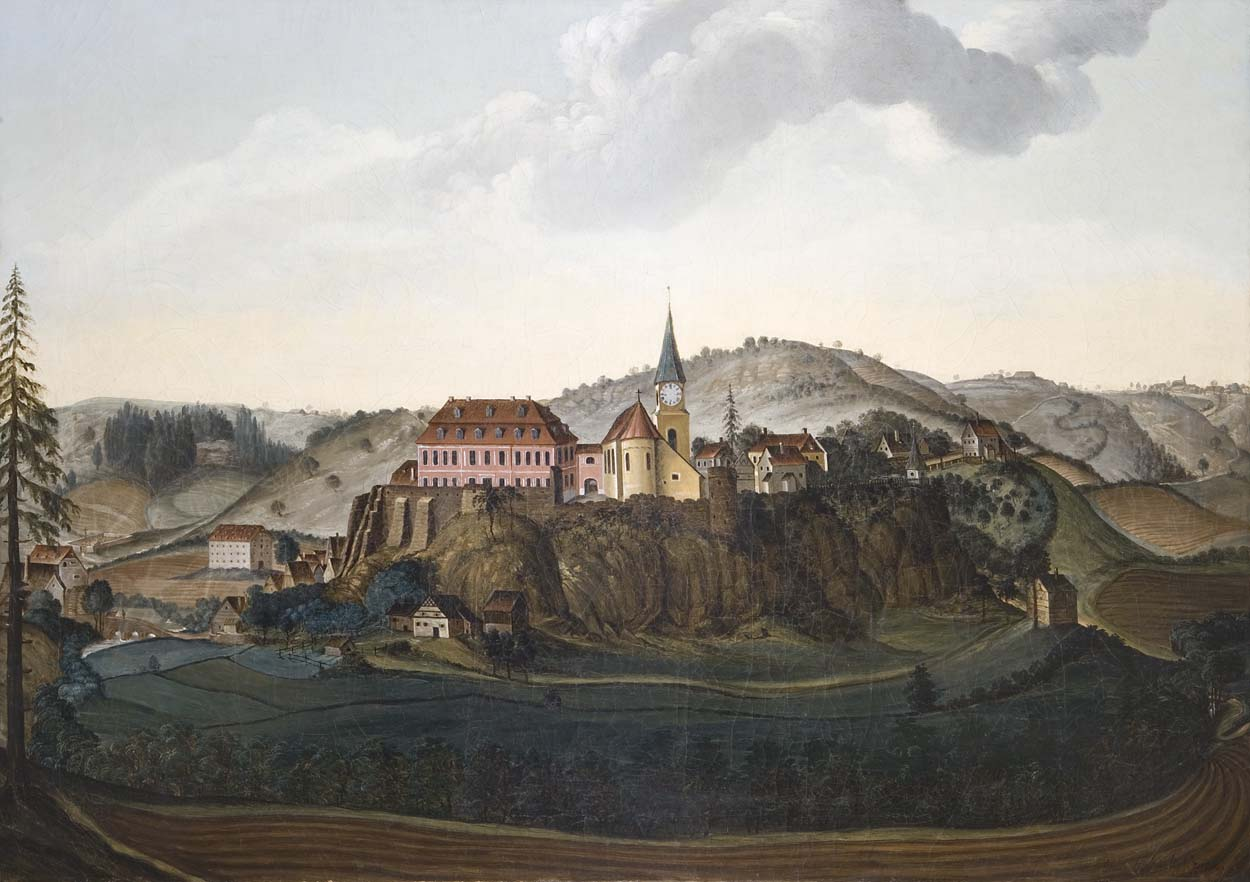
Thaddäus Rabusky – Oberpfälzer Landschaft

Rabuskis Werke haben das besondere Merkmal, dass seine Figuren groß und langbeinig sind, dass meist von oben Licht aus einer Wolke strahlt, seine Engelsköpfe derbe und breite Gesichter haben und der Bildhintergrund nie in eine Landschaft führt, sondern von Monumentalbauten geschlossen ist.
- Das Hochaltarbild in der Neustädter Pfarrkirche St. Georg ist die (einzige von ihm erstellte) Kopie aus der St.-Georgs-Kirche in Amberg
- 1. bis 12. Station des Kreuzweges in der Neustädter Pfarrkirche (früher in der Schlosskirche in Waldau, 1955 von der Neustädter Pfarrei erworben)
- Drei Fastenbilder in der Pfarrkirche St. Georg
- Zwei Fastenbilder in der Neustädter Klosterkirche St. Felix
- Im Neustädter Stadtmuseum befinden sich ein Glasgemälde St. Georg, zwei Madonnenbilder und ein Ölgemälde der Heiligen Familie.
- Die Kirche in Wurz wurde in Gänze von Rabusky ausgestattet (Altarbild Hl. Mathäus, Seitenaltarbild, Kreuzabnahme, Kreuzweg, zwei Einzelbilder der Heiligen Andreas und Florian)
- Hochaltarbild sowie zwei Bilder in den Seitenaltären und das Mönchbild im Chor der Wallfahrtskirche auf dem Fahrenberg
- Kreuzweg in der Kirche in Störnstein
- Kreuzweg und Seitenaltäre in der St.-Moritz-Kirche in Mantel
- „Die Hl. Familie“ in der katholischen Pfarrkirche in Floß
- Bild auf der Empore der Kirche in Leuchtenberg
- Bekanntestes Werk ist der Kupferstich von Neustadt a. d. Waldnaab aus dem Jahr 1824, der in Regensburg von Bechtel gestochen wurde.[2][3]